# الكتلة المصرية
الكتلة المصرية هي تحالف لأحزاب ومنظمات سياسية وتنظيمات نقابية مصرية، قام في 15 أغسطس، 2011، عقب ثورة 25 يناير، ليكون جبهة سياسية مدنية تخوض الانتخابات البرلمانية التالية من خلال قائمة موحدة ورمز وشعار موحد، معبرة عن روح الوسطية المصرية كما تقول.

## القوي السياسية المشاركة
1. حزب المصريين الأحرار
2. حزب التجمع الوطني التقدمي الوحدوي
3. الحزب المصري الديمقراطي الاجتماعي